# Mastigona vihorlatica
Mastigona vihorlatica är en mångfotingart som först beskrevs av Carl Graf Attems 1899.  Mastigona vihorlatica ingår i släktet Mastigona och familjen Mastigophorophyllidae. Inga underarter finns listade i Catalogue of Life.